# Люблинешки окръг
Люблинешки окръг (на полски: Powiat lubliniecki) е окръг в Силезко войводство, Южна Полша. Заема площ от 822,25 km2. Административен център е град Люблинец.

## География
Окръгът се намира в историческата област Горна Силезия. Разположен е в северозападната част на войводството.

## Население
Населението на окръга възлиза на 77 302 души (2012 г.). Гъстотата е 94 души/km2.

## Административно деление
Административно окръгът е разделен на 8 общини.
Градска община:
- Люблинец

Градско-селска община:
- Община Вожники

Селски общини:
- Община Боронов
- Община Часна
- Община Херби
- Община Кохановице
- Община Кошенчин
- Община Павонков

## Фотогалерия
- Люблинец
- Вожники